# تایرا بنکس
تایرا بَنْکْس (به انگلیسی: Tyra Banks) (زادهٔ ۴ دسامبر ۱۹۷۳) مجری برنامه‌های تلویزیونی، بازیگر، مُدل پیشین و بازرگان اهل آمریکا است. او ابتدا به عنوان مُدل در پاریس، میلان، لندن، توکیو و نیویورک به شهرت رسید، اما در سال‌های بعد، اجرای برنامه‌های تلویزیونی باعث دستیابی‌اش به موفقیت تجاری شد.
بنکس مدتی مجری برنامهٔ تلویزیونی «مدل برتر بعدی آمریکا» بوده‌است و مؤسس و اجرا کنندهٔ برنامهٔ پربینندهٔ خودش با نام «شو تایرا بنکس» نیز هست. «شو تایرا بنکس» که توسط شبکهٔ تلویزیونی سی دابلیو تهیه می‌شود با نام «شوی تایرا» یا به اختصار «تایرا» هم شناخته می‌شود. این برنامه به‌صورت روتین شامل گفتگوی رودرروی بنکس با مهمانانی که اغلب خانم هستند است و پخش آن از سال ۲۰۰۷ تاکنون ادامه دارد.
بنکس در سال ۲۰۰۹ از سوی «اتحاد ضد افترا به گی‌ها و لزبین‌ها» به‌خاطر برخی موضوعاتی که در برنامه‌اش به آن‌ها می‌پردازد نشان افتخار دریافت کرد.

## فیلم
| سال                   | عنوان                  | نقش                    | توضیح                             |
| --------------------- | ---------------------- | ---------------------- | --------------------------------- |
| ۱۹۹۵                  | آموزش برتر             |                        |                                   |
| ۱۹۹۶                  | تمام این‌ها             | Customer               | Episode: "Tyra Banks/Blackstreet" |
| ۱۹۹۹                  | عشق حقیر               |                        |                                   |
| ۲۰۰۰                  | عشق و بسکتبال          | Kyra Kessler           |                                   |
| ۲۰۰۲                  | هالووین: رستاخیز       | Nora Winston           |                                   |
| ۲۰۰۲                  | هشت شب دیوانه‌وار       | Victoria's Secret gown | Voice                             |
| ۲۰۰۳–۲۰۱۵; ۲۰۱۷–اکنون | مدل برتر بعدی آمریکا   | خودش                   | کارگردان، مجری و داور             |
| ۲۰۰۷                  | آقای وودکاک            |                        |                                   |
| ۲۰۰۸                  | تندر استوایی           | خودش                   | Cameo appearance                  |
| ۲۰۰۹                  | هانا مونتانا: فیلم     | خودش                   | Uncredited cameo appearance       |
| ۲۰۰۹                  | دختر سخن‌چین            | Ursula Nyquist         | Episode: " Dan de Fleurette "     |
| ۲۰۱۳                  | گلی (مجموعه تلویزیونی) | Bichette               | Episode: "Movin' Out"             |
| ۲۰۱۷–۲۰۱۸             | امریکاز گات تلنت       | خودش                   | Main host                         |

## جوایز
| سال  | جایزه                        | طبقه                   | برنامه                             | نتیجه    | منبع. |
| ---- | ---------------------------- | ---------------------- | ---------------------------------- | -------- | ----- |
| ۲۰۰۴ | جوایز برگزیده نوجوانان       | بهترین ستاره تلویزیونی | مدل برتر بعدی آمریکا               | نامزدشده | [ ۶ ] |
| ۲۰۰۵ | جوایز برگزیده نوجوانان       | بهترین مجری تلویزیونی  | مدل برتر بعدی آمریکا               | نامزدشده | [ ۶ ] |
| ۲۰۰۵ | جوایز فیلم و تلویزیون آنلاین | بهترین برنامه تاک شو   | شو تایرا بنکس                      | نامزدشده | [ ۶ ] |
| ۲۰۰۷ | جوایز برگزیده نوجوانان       | Choice TV: Personality | مدل برتر بعدی آمریکا/شو تایرا بنکس | برنده    | [ ۶ ] |
| ۲۰۰۷ | جوایز امی                    | بهترین تاک شو          | شو تایرا بنکس                      | نامزدشده | [ ۶ ] |
| ۲۰۰۷ | جوایز ASTRA                  | بهترین مجری            | مدل برتر بعدی آمریکا               | نامزدشده | [ ۶ ] |
| ۲۰۰۸ | جوایز برگزیده نوجوانان       | بهترین مجری            | مدل برتر بعدی آمریکا               | برنده    | [ ۶ ] |
| ۲۰۰۸ | جایزه روز امی                | بهترین برنامه تاک شو   | شو تایرا بنکس                      | برنده    | [ ۶ ] |
| ۲۰۰۹ | جایزه روز امی                | بهترین برنامه تاک شو   | شو تایرا بنکس                      | برنده    | [ ۶ ] |
| ۲۰۱۷ | جوایز برگزیده نوجوانان       | بهترین مجری            | امریکاز گات تلنت                   | نامزدشده | [ ۷ ] |
| ۲۰۱۹ | جوایز انتخاب کودکان          | بهترین مجری            | امریکاز گات تلنت                   | نامزدشده | [ ۸ ] |